# Gurgunta, Lingsugur
Gurgunta là một làng thuộc tehsil Lingsugur, huyện Raichur, bang Karnataka, Ấn Độ.